# 酷
酷是對人或事物帶有的特定一類美感的形容詞，通常是正面描述，其具體意義不固定，但常常是具有自我控制的能力、源自社會底層的年輕男性、而且與主流不同。

## 由來

酷的發展史

酷的概念發展自非裔美國人，常常用來表示一種對權力的反抗。向前追溯可能源自 15 世紀西非的約魯巴人和伊博族的宗教信仰中的 Itutu 概念。Itutu 包括和解、大方、優雅、調解衝突的能力、以及外觀上的美。在1960年代後和反文化以及大量生產的成衣結合，成為一種流行文化。
其他影響酷的還有歐洲的 Sprezzatura 文化，大約是高人一等、傲視的意義。其他如中國武術，以及日本武士、忍者文化傳到美國後也被視為酷。

## 定義
- 「如果『地位』是怎麼站，『酷』就是怎麼站得自由。」[7] – 人類學家Grant McCracken
- 「酷是一種知識、一種生活方式」[8] – 詩人Lewis MacAdams
- 「酷是專屬於特定年齡的現象，以青少年的核心行為為定義」[9]
- 「酷是你把自己展示為人類的正確方式。」[10] – 歷史學家Robert Farris Thompson
- 「秘密是酷的根源」[11] - 威廉·吉布森筆下人物
- 泰瑞·普萊契小說情節中，「酷教」的僧人必須通過一個考驗，從一間滿是衣服的房裡挑出最酷的一件，正確的回答是：「我挑什麼都酷啦！」[12]
- 「酷是個主觀、流動、社會建構的正面特質，用來描述被認為足夠自主的人、品牌、產品、流行等文化物件。」[13]